# Plaza de los heroes
 (décembre 2021).
Si vous disposez d'ouvrages ou d'articles de référence ou si vous connaissez des sites web de qualité traitant du thème abordé ici, merci de compléter l'article en donnant les références utiles à sa vérifiabilité et en les liant à la section « Notes et références ».
Albums de Patrick Bruel
Bruel (album)
(1994) On s’était dit
(1995)
Plaza de los heroes est un album de Patrick Bruel sorti le 1er août 1995 chez RCA pour le marché espagnol. Il réunit des chansons de ses deux précédents albums Alors regarde et Bruel dont six adaptées en langue espagnole.

## Tracklisting
Les treize pistes de cet album sont :
| 1.    | Plaza de los heroes             | 4:28 |
| 2.    | Cuantas murallas                | 5:00 |
| 3.    | J'suis quand même là            | 3:54 |
| 4.    | Alors regarde                   | 3:50 |
| 5.    | Me voy                          | 3:55 |
| 6.    | Romper la voz                   | 4:37 |
| 7.    | Décalé                          | 4:20 |
| 8.    | Aunque no este bien (je t'aime) | 3:38 |
| 9.    | Joue, docteur joue!             | 4:33 |
| 10.   | Rien à perdre                   | 4:43 |
| 11.   | No volveremos a bailar          | 4:45 |
| 12.   | Pars pas                        | 5:33 |
| 13.   | Qui a le droit (live version)   | 4:34 |
| 57:50 |                                 |      |

## Crédits
- Réalisations : Mick Lanaro et Patrick Bruel
- Producteur exécutif : Mick Lanaro et Patrick Bruel
- Photos : Pierre Terrasson
- Composer : Gérard Presgurvic